# Friedrich-Ludwig-Jahn-Bibliothek
Die Friedrich-Ludwig-Jahn-Bibliothek ist eine Einrichtung der Friedrich-Ludwig-Jahn-Gesellschaft e.V., die ihren Sitz im Friedrich-Ludwig-Jahn-Museum in Freyburg (Unstrut) hat. Der Verein hat sich in seiner Satzung das Ziel gesetzt, die Erinnerung an Friedrich Ludwig Jahn und sein Wirken zu bewahren. Aufgabe soll es auch sein, der Einengung des Jahn-Bildes auf die Rolle des „Turnvaters“ entgegenzuwirken sowie Bausteine für ein komplexes, differenziertes und damit realitätsnahes Bild seines vielschichtigen Wirkens zu liefern. Die Texte der Friedrich-Ludwig-Jahn-Bibliothek berücksichtigen deshalb auch die unterschiedlichen Standpunkte der Jahn-Rezeption.
Der Textkorpus trägt zum Verständnis des Wirkens von Friedrich-Ludwig-Jahn durch die Einbettung in den historischen Kontext bei und will seine turnerische, politische, pädagogische und sprachpflegerische Wirkungsgeschichte nachzeichnen. Dabei wird berücksichtigt, dass Jahn schon zu seinen Lebzeiten eine umstrittene Persönlichkeit war und dass sein Wirken und seine Bedeutung auch heute noch kontrovers diskutiert werden. Zugleich wird deutlich, welche bleibenden Verdienste sich Friedrich Ludwig Jahn bei allem Streit um seine Person erworben hat und in welchem Maße die Geschichte des deutschen Turnens (siehe auch Gerätturnen) und die deutsche Nationalgeschichte miteinander verwoben sind.